# Beecher (Michigan)
Beecher – jednostka osadnicza w Stanach Zjednoczonych, w stanie Michigan, w hrabstwie Genesee.